# Масимилиано Сфорца
Масимилиано Сфорца, наречен „Мавърчето“ (на италиански: Massimiliano Sforza "il Moretto"), роден Ерколе Сфорца (на италиански: Ercole Sforza; * 25 януари 1493, Милано, Миланско херцогство; † 4 юни 1530, Париж, Кралство Франция) от семейство Сфорца, е херцог на Милано от 1512 до 1515 г.

## Произход
Той е най-големият син на херцога на Милано Лудовико Мария Сфорца (* 1451, † 1508) и съпругата му Беатриче д’Есте (* 1475, † 1497) от Ферара, сестра на Изабела д’Есте. Негови дядо и баба по бащина линия са миланският херцог Франческо Сфорца и Бианка Мария Висконти, а по майчина – Ерколе I д’Есте, херцог на Ферара, Модена и Реджо, и Елеонора Арагонска. Има един брат:
- Франческо Мария II (* 1495, † 1535), 9-и херцог на Милано (1521 – 1524, 1525 – 1526 и 1529 – 1535), съпруг на принцеса Кристина Датска, дъщеря на краля на Дания, Норвегия и Швеция Кристиан II.

Има и четирима или петима полубратя и две или три полусестри от извънбрачни връзки на баща му, сред които Джовани Паоло (Джампаоло) I, 1-ви маркиз на Караваджо (1532 – 1535), граф на Галиате (16 април 1533), известен кондотиер на своето време, от когото води началото си кадетският клон Сфорца ди Караваджо.

## Биография

### Ранни години
Роден е на 25 януари 1493 г. в замъка Порта Джовия в Милано с помощта на Фразина – ценната семейна акушерка, която неговата баба Елеонора Арагонска, дошла да помага на дъщеря си при раждането, води със себе си от Ферара. Той получава името на дядо си по майчина линия, Ерколе I д'Есте, херцог на Ферара, поради голямата привързаност, която майка му изпитва към баща си и защото Лудовико Мавърът преценява, че новороденото прилича на него. Впоследствие, през 1494 г., той приема името Максимилиан в знак на уважение към император Максимилиан I Хабсбург, според проимперската политика на родителите му. Събитието е последвано от демонстрации на уважение към Лудовико Мавъра, които карат камбаните да бият цяла седмица, организират публични шествия и помилват няколко осъдени мъже. Лекарят от Ферара Лудовико Кари, който през октомври 1492 г. идва да лекува тежко болната Беатриче, пише на херцога на Ферара, че новороденото, доколкото вече може да се разбере, има черти, „достойни за империята; то е тихо, без оплаквания и викове, обичайно на тази възраст“, показвайки сериозност както в жестовете, така и в движенията, и преди всичко има „искри на изобретателност, смесени с тези на синьор Лудовико и на Беатриче. То е здраво, весело, с красиви черти... изглежда като кралско нещо“.
С неговото раждане започва династична вражда, която скоро води до избухването на т. нар. Италиански войни. Всъщност майка му иска той да бъде номиниран за граф на Павия въпреки факта, че тази титла принадлежи на наследника на Миланското херцогство, т.е. на сина на нейната братовчедка Изабела Арагонска. Това прави очевидни амбициите на двамата съпрузи, които се стремят да поемат пълно владение на херцогството, по това време само чисто неофициално поради регентството, което Лудовико упражнява повече от десет години над своя племенник Джан Галеацо.
Няколко месеца след раждането си Ерколе Масимилиано се разболява толкова тежко, че имало опасения за живота му. Болестта е скрита от родителите, които по това време са много далеч от дома, и за щастие бебето се възстановява напълно. Когато научава за това, Беатриче все още е във Венеция, ангажирана с важна дипломатическа мисия: тя пише на съпруга си с раздразнен тон, че е облекчена, че детето се е възстановило, но че иска да бъде информирана отсега нататък първа за цялото му здравословно състояние.
В ранна детска възраст той показва голямо преждевременно развитие на интелекта: през лятото на 1496 г., по време на посещението на император Максимилиан I в Италия, детето, което по това време е само на три години и половина, е изпратено да го посрещне по пътя в Комо и го посреща с рецитиране на латински език. Той е жизнено, весело момче, което проявява известна склонност към войната и физическите упражнения. Още на петгодишна възраст знае как да ловува непринудено: той прави за забавление стрели за арбалет, с които поисква сам да уцели елен по време на лов.
Майка му Беатриче умира при раждане през 1497 г., на 21-годишна възраст, а баща му Лудовико губи държавата Милано през 1499 г., прогонен от французите. Ерколе Масимилиано е оставен от баща си, заедно с по-малкия си брат Франческо, в двора на императора в Инсбрук, където са намерили убежище. Вместо това Лудовико избира да опита късмета си в Италия, но успява да си върне херцогството само за кратко време, след което, окончателно победен при обсадата на Новара, умира като затворник във Франция през 1508 г., без да види никога повече синовете си.
Имуществото на детето е конфискувано от императора, който му оставя само малък херцогски апанаж. Тъжното състояние е само частично смекчено от намесата на неговата братовчедка – императрица Бианка Мария Сфорца, на чието попечителство са поверени двете деца. Бианка обаче умира през 1510 г., поради което е заменена от Маргарита фон Хабсбург. Двамата братя вероятно са разделени след Констанския събор, когато Масимилиано следва императора в Инсбрук, докато Франческо е поверен на епископ Бернардо Клезио, който вероятно му дава по-добро образование. Но този, който го обича с бащина обич, е кардиналът на Сион Матеус Шинер.

### Възкачване на престола
Масимилиано е поставен начело на Миланското херцогство на 29 декември 1512 г. от швейцарците в служба на Свещената лига, водена от Матеус Шинер. Изправен пред заплахата от нова френска инвазия, за да събере средства, Масимилиано гарантира прехвърлянето на градската администрация на Милано на някои херцогски имоти и на правото да събира определени данъци. С нотариален акт от 11 юли той официално отстъпва канала Навильо гранде, канала Мартезана със съответните права и приходи и митото върху мелниците на Милано. Правото на назначаване на общинското правителство (викарий, Комитет на дванадесетте, кметове, ковчежник) също се дава завинаги на Амвросианската общност.
По време на пътуването си до Милано Масимилиано успява да прегърне отново брат си, когото не е виждал от шест години. В началото на 1513 г. леля му Изабела д'Есте също идва да го посрещне и двамата се прегръщат с голяма радост. Максимилиан, не по-малко от другите мъже, е запленен от нейните жени-министри на Венера, както са наричани някои от нейните дами, отговарящи за сексуалните забавления на мъжете, и особено от красивата Елеонора Бронина, която подлудява епископ Матеус Ланг, известен като монсеньор Гурнензе – императорски представител, и вицекраля на Неапол Рамон де Кардона. Един придворен разказва, че тримата се надпреварват да целуват красивата куртизанка.
След поражението в битката при Мариняно през 1515 г. Масимилиано решава да постигне споразумение с враговете си: той отстъпва всичките си права върху Милано на френския крал Франсоа I в замяна на пенсия от 36 000 дуката годишно плюс обещанието за кардиналство. След това се премества във Франция като частен гражданин, но е държан под строго наблюдение.

### Годеж
Когато Максимилиан е само на три години, баща му урежда брак с Мария Тюдор, дъщеря на крал Хенри VII от Англия, по-малка сестра на бъдещия Хенри VIII. Предложението за брак обаче се проваля, тъй като Хенри VII има чувството, че Лудовико Сфорца Мавърът пита за ръката на дъщеря му, убеден, че един ден може да поиска идването на англичаните в Италия срещу французите, с които изгражда отношения на разбирателство с оглед на траен мир след тежкия удар на Войната на двете рози.
В Павия Максимилиан се влюбва в мелничарка, с която прекарва цялото си време, но през 1514 г. папа Лъв X мисли да му уреди брак с братовчедка му Бона Сфорца, дъщеря на Изабела Арагонска и на покойния херцог Джан Галеацо Сфорца, съответно братовчед на майка му Беатриче и племенник на баща му Лудовико. Сватбата така и не се състои, тъй като папата скоро сменя страните.

### Изгнание и смърт
След прехвърлянето на Миланското херцогство на краля на Франция, Максимилиан не е затворен, но е държан под наблюдение от французите, които го принуждават да отиде в „изгнание“ в Париж, където умира от треска през юни 1530 г. на 37-годишна възраст.

## Преценки за управлението
През вековете историците винаги имат много лошо мнение за Ерколе Масимилиано, оценяван като некадърен, разсеян херцог, отдаден само на удоволствията, без бащините му амбиции или политическа проницателност. Джироламо Мороне, неговият посланик, пише за това през 1513 г.: „Уви, колко различен от баща си, колко изроден, колко небрежен, колко внимателен към притежанията си и собствената си безопасност, колко заинтересован от собствената си вреда!“.
Антонио Рускони категорично не е съгласен с това мнение, като посочва, че младежът е бил едва на деветнадесет години, когато се е видял въвлечен в трудни политически действия, че е получил много лошо образование в Германия, без никой да стимулира добрите качества, които са били в него. Въпреки това самият той се е интересувал от възвръщането на господството на баща си, от търсенето на съюзници, от воденето на войниците си в битка, рискувайки живота си, защото, както пише по това време в едно от писмата си, той е бил готов да се бие с французите „докогато можем и след смъртта му и още по-енергично ще го направим, ако почитаемият синьор вицекрал дойде да се присъедини към нас“. Ако в крайна сметка той е бил убеден да се предаде, това е било пради факта, че е бил принуден от своите швейцарски съюзници. Според Рускони и други принцове и суверени, като самият Франсоа I, не биха демонстрирали, при същите условия, по-добър характер от него.

## Външен вид и характер
Ерколе Масимилиано е слаб, среден на ръст, с тъмни очи и с леко орлов нос. Въпреки че и двамата му родители имат тъмна коса, той има русолява коса, очевидно наследство от неговите предци Есте, предимно руси и със светли очи. Всички източници потвърждават образа на красиво, жизнено и интелигентно дете: „той не би могъл да има по-разположен човек и сред другите части не можеше да има по-пропорционален крак. Той никога не стои неподвижен, така че не е по-малко жив от човека, който говори... и наистина не мога да се убедя, че в дете на шест години може да има по-добро разположение на тялото или повече интелект, както е в негово господство“, пише посланикът Антонио Костабили на неговия дядо Ерколе д'Есте през 1498 г.
Марин Санудо го описва така през 1512 г., когато е бил малко под двадесет години: „Той е посредствен човек, с черни очи и с нос, клонящ към орлов, слаб“.
Той вече започва да учи на 2-годишна възраст, въпреки че мрази учението, както се вижда от остроумния отговор, който дава на 12 март 1495 г. на архиепископа на Милано, когато го пита какво най-много би искал да прави: „да не ходя повече на училище!" Ученето му претърпява значително забавяне по време на престоя му в Инсбрук: Масимилиано като възрастен се извинява на Ан дьо Монморанси с думите: „Ваша светлост, извинете ме, ако имам лошо писане, което не научих по-добре в училище“.
Подобно на по-малкия си брат той е склонен „към меланхолия и депресия, редувайки като правило фази на еуфорична енергия с други на безпокойство, отказвайки се, когато не е паникьосан“, не много различно от баща си, но в сравнение с брат си той се радва на далеч по-добро здраве.
Много дълбоката разлика между детството и зрелостта у е почти невероятна: нищо не е останало от големия интелект и жизнеността на духа, показвани като дете, но той е описан като недружелюбен, глупав херцог, с малък или никакъв интерес към управлението, което оставя в ръцете на своите министри. Това, ако от една страна се дължи на травматичната загуба на двамата родители, настъпила през няколко години един от друг, от друга страна се дължи на лошото образование, получено в Германия. Това го е направило наполовина мизантроп и въпреки шегите на шутовете, той никога не е виждан да се смее. Въпреки това все още му се приписват добри качества, включително неуморимост и бързина в работата, за които се казва, че е наследил от майка си Беатриче, както пише Марио Екуикола през 1514 г., добавяйки: „Този херцог е живак, никога не стои неподвижен, никога не спи през нощта, винаги е в движение, etiam si quescit“. И историкът Алесандро Луцио му приписва същата неспокойна жизненост и същите мечти за величие като Беатриче.
Якопо Соардино пише на маркиза на Мантуа, че „херцогът води най-странния живот на света, става 12-13 часа... вечеря в 23 часа и след това почти че докато е отгледан, той е усамотен и не прави нищо и не само народът, но и всички благородници се оплакват от тези неща.“
Повечето го обвиняват в лудост, но причинена не от природата, а от магическите изкуства, както съобщава Антонио Кампи, като същевременно му приписват известна военна стойност:
| „ | Масимилиано, син на Лодовико, понесе наказанието за бащините си грехове не само с краткото удоволствие от държавата, в която му бе поставен с оръжието на венецианците и на швейцарците, но и с това, че природата му отказа величието на духа и другите достойни качества, и дори благородния външен вид на другите князе Сфорца, неговите предци. Вълните от почти непрекъсната меланхолия, подобна най-вече на глупост, добавиха към него изключителна небрежност по отношение на богослужението и личната чистота, той придоби за себе си всеобщото мнение за лудост, въпреки че мнозина вярваха, че е бил доведен до това заради силата на омагьосвания и чрез зло. Въпреки това той имаше толкова много преценка или богатство, че поверяваше важни дела на важни хора и сенатори; и за краткото време, през което се занимаваше с оръжие, той показа военна доблест, особено в Новара, където на същите врагове, които хвърлиха баща му в затвор, той върна честна победа с благоволението и с оръжието на тази нация, от което беше продаден, но точно когато изглеждаше, че започна да придобива известна сила на ума и да изчиства някои облаците от него, от ефектите се разбра, че това е за негова по-голяма болка, така че той щеше да познае по-добре и да почувства разрухата и бедността, в която изпадна, ограбен от държавата от Франсоа, първият крал на Франция, където бе отведен да изкарва прехраната си с осигуряването на 36 хиляди крони годишно, определени му от този крал. | “ |

Историкът Сципионе Барбо Сончино го описва по следния начин:
| „ | Остроумието му бе глупаво и непохватно, а мислите му често бяха луди и глупави и ако понякога даваше признаци на благоразумие, то беше толкова мимолетно и нестабилно, че не успяваше добре. Той показа подозрителна душа и слаба памет: но дълго време беше толкова мръсен в живота си, че не смени ризата си или други бели дрехи, вонеше на отвратителна и нечестна миризма и беше с дълга коса и никога несресана, и бе пълен с въшки. А съветите на камериерите или дамите изобщо не му помогнаха, докато Просперо Колона, Раймон де Кардона и кардиналът на Сион с прочути удобства не го увещаваха да остане чист. Той бе много податлив на меланхолични настроения и от мнозина се смяташе, че е бил разглезен и уморен от заклинания и чарове: но ясното е, че той тайно мразеше брат си Франческо, който беше благоразумен и мъдър, и нито на външен вид, нито по находчивост не приличаше на Сфорца, своите предци. | “ |

## Портрети
- Ерколе Масимилиано (или брат му) заедно с майка му Беатриче на Пала Сфорцеска, ок 1494 г.
- Медальон с бюст на момче, възможно представяне на Ерколе Масимилиано или на по-малкия му брат Сфорца Франческо. Милано, Музей на античното изкуство на Замъка на Сфорците, inv. 1237.
- Ерколе М. възнамерява да учи с учителя си, докато другарите около него са разсеяни от различни други удоволствия. От ръкописа на Граматиката на Елио Донато, специално създадена за обучението на младия принц.
- Ерколе Масимилиано на кон. Миниатюра от Liber Jesus, Кристофоро де Предис и Бокачо Бокачино, ок. 1496 г.
- Триумфът на Ерколе М. От ръкописа на Граматиката на Елио Донато
- Ерколе М. между Порока и Добродетелта. От ръкописа на Граматиката на Елио Донато
- Ерколе М. вечеря, обслужван от своите гувернантка, сервитьор, иконом и други герои от двора. От Liber Jesus.
- Ерколе М. обядва в градината с приятелите си. От ръкописа на Граматиката на Елио Донато
- Началото на Liber Jesus